# Außenhandelsministerium (Nordkorea)

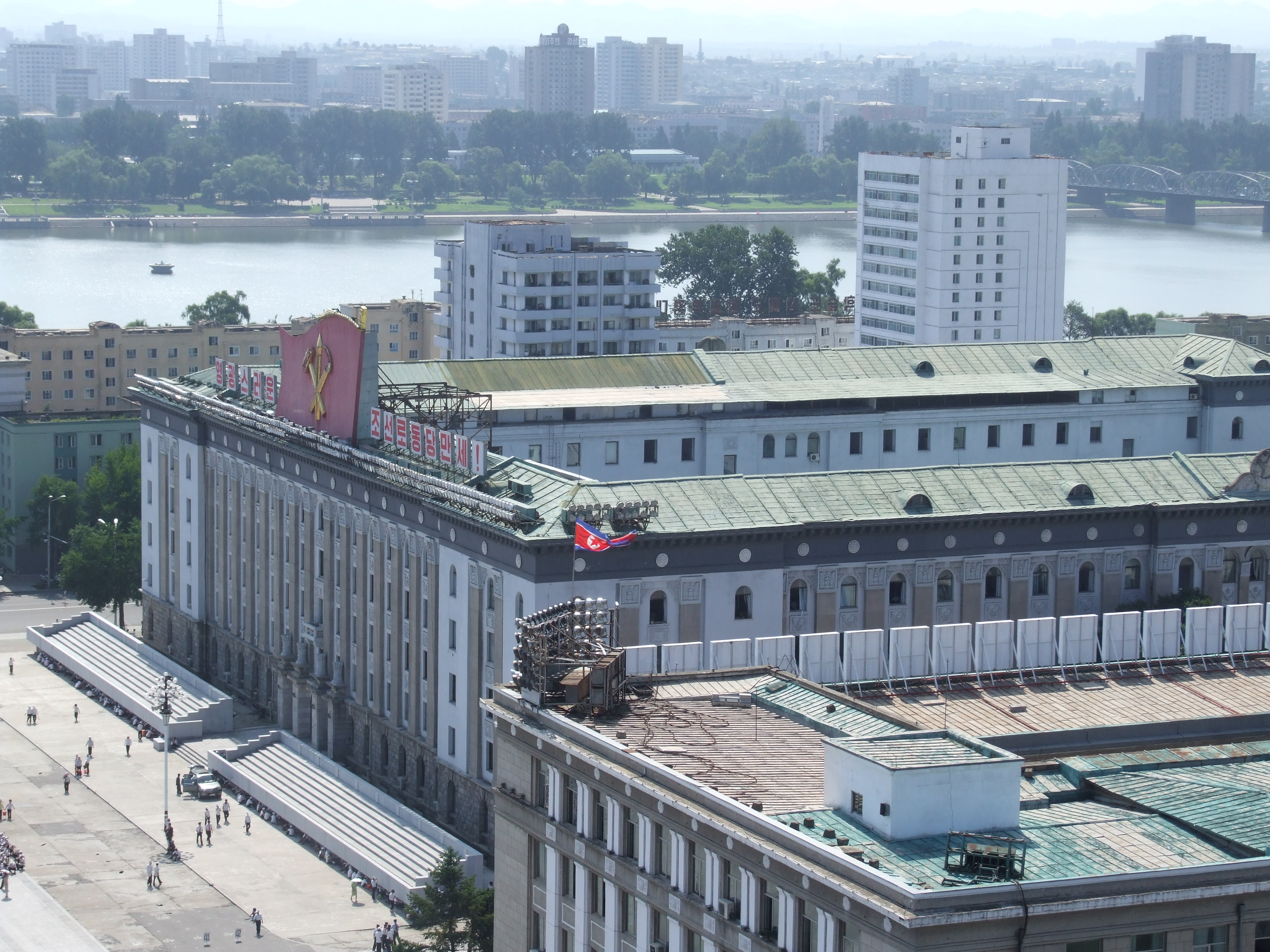
Das Außenhandelsministerium am Kim-Il-sung-Platz

Das Außenhandelsministerium Nordkoreas ist das Ministerium für den Außenhandel der sozialistischen Volksrepublik und liegt an der Südseite des Kim-Il-sung-Platzes sowie westlich der Sungri-Straße im Stadtbezirk Chung-guyŏk in Pjöngjang.
Im Parterre des Gebäudes befindet sich Nordkoreas erste Handelskammer, die Auslandskontakte für über hundert Staatsunternehmen pflegt.
Bisherige Außenhandelsminister waren unter anderem Kang Chŏng-mo, Ri Kwang-gŭn und Ri Ryong-nam.
Die seit 2003 in Nordkorea tätige deutsche Hanns-Seidel-Stiftung ist ein offizieller Partner des Außenhandelsministeriums. Die ebenfalls deutsche Friedrich-Naumann-Stiftung berät seit 2004 das Außenhandelsministerium in der Ausarbeitung eines Rechtsrahmens, um ausländische Unternehmen als Investoren anzuziehen.

## Bauwerk

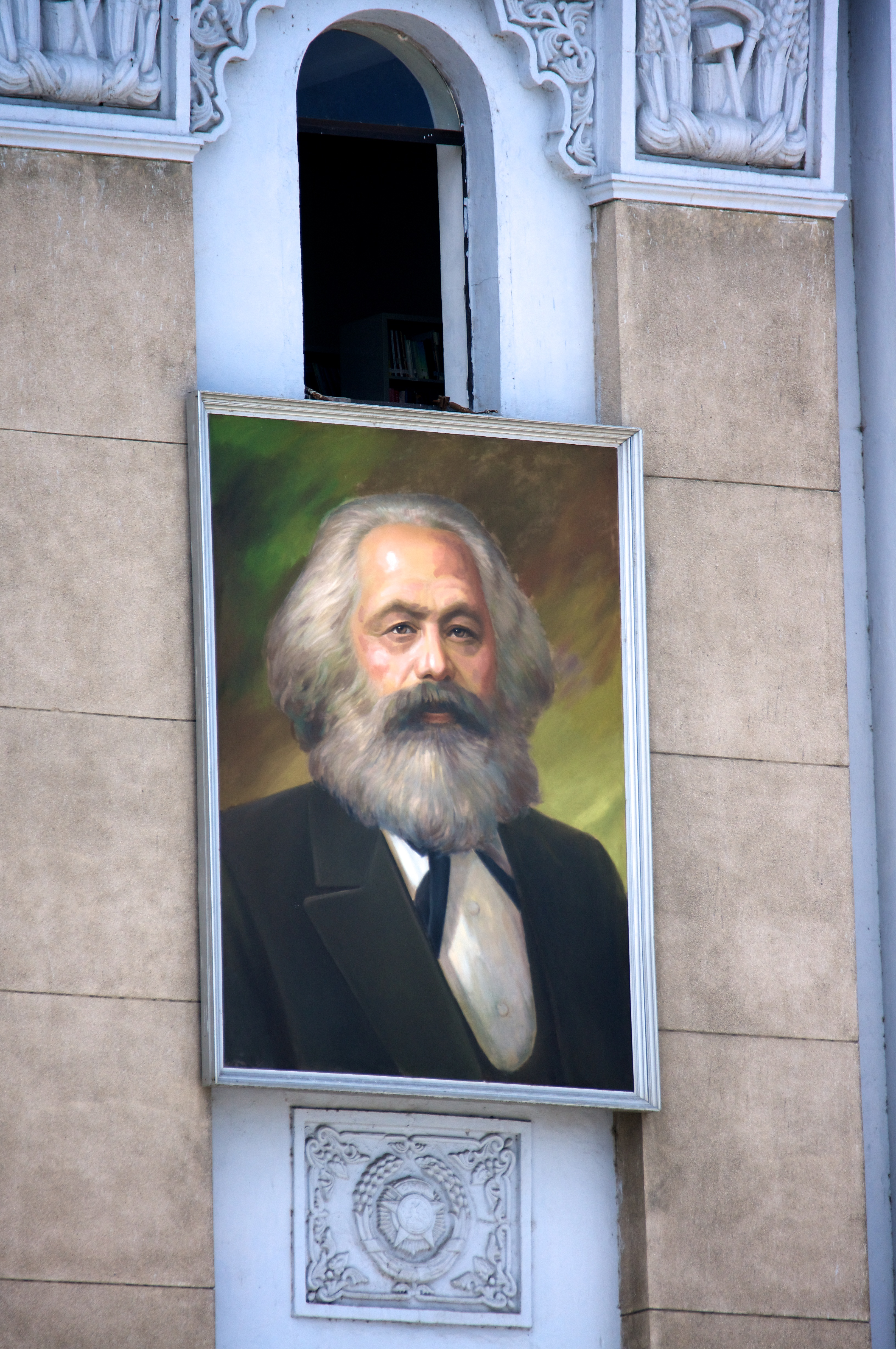
Porträt Karl Marx' auf der Außenfassade (bis 2012)

Das Gebäude wurde 1955 erbaut. Es besitzt fünf Etagen. Über dem Eingangsbereich befindet sich auf dem Dach die Darstellung der Fahne der Partei der Arbeit Koreas mit Hammer, Pinsel und Sichel. An der Fassade der Hauptfront waren bis zum Sommer 2012 je ein Porträt des Philosophen Karl Marx und Lenins angebracht.